# Сан-Марцано-суль-Сарно
Сан-Марцано-суль-Сарно (італ. San Marzano sul Sarno) — муніципалітет в Італії, у регіоні Кампанія,  провінція Салерно.
Сан-Марцано-суль-Сарно розташований на відстані близько 220 км на південний схід від Рима, 30 км на схід від Неаполя, 18 км на північний захід від Салерно.
Населення — 10 443 особи (2014).
Щорічний фестиваль відбувається 3 лютого. Покровитель — святий Власій.

## Демографія
Населення за роками:

Станом на 1 січня 2023 року в муніципалітеті офіційно проживали 1223 іноземці з 28 країн, серед них 160 громадян країн Євросоюзу та 115 громадян України.

## Сусідні муніципалітети
- Ангрі
- Пагані
- Сан-Валентіно-Торіо
- Сант'Еджидіо-дель-Монте-Альбіно
- Скафаті